# Hiram Bithornstadion
Het Hiram Bithorn Stadium is een honkbalstadion in San Juan, Puerto Rico.
Het stadion, met een capaciteit van circa 18.000 toeschouwers, is vernoemd naar de eerste Puerto Ricaanse speler in de Major League Baseball, Hiram Bithorn. Het in 1962 gebouwde stadion werd in 2003 gerenoveerd voor de komst van de Montreal Expos. Naast honkbal werd het stadion in 2008 ook gebruikt voor voetbalwedstrijden in de Puerto Rico Soccer League en worden er concerten in het stadion gehouden. 
Naast vaste bespelers uit de Puerto Ricaanse honkbalcompetitie, de Senadores de San Juan en de Cangrejeros de Santurce, zijn er meerdere honkbalwedstrijden en toernooien op het hoogste club- en nationale niveau in het stadion gehouden. Zo werd in 2001 de openingswedstrijd van de MLB (tussen de  Blue Jays en de Rangers) in het stadion gespeeld. Ook speelden de al genoemde Expos in 2003 en 2004 22 "thuis"wedstrijden in het stadion, voordat de franchise definitief naar Washington D.C. verhuisde om de Washington Nationals te worden. 
Bij de World Baseball Classics in 2006, 2009 en 2013 bood het Hiram Bithorn onderdak aan meerdere wedstrijden in de poulefase. Het Nederlands honkbalteam schreef in het stadion historie door een door Shairon Martis gegooide no-hitter tegen Panama in de WBC 2006 en het bereiken van de tweede ronde van de WBC 2009 door twee overwinningen op de Dominicaanse Republiek.

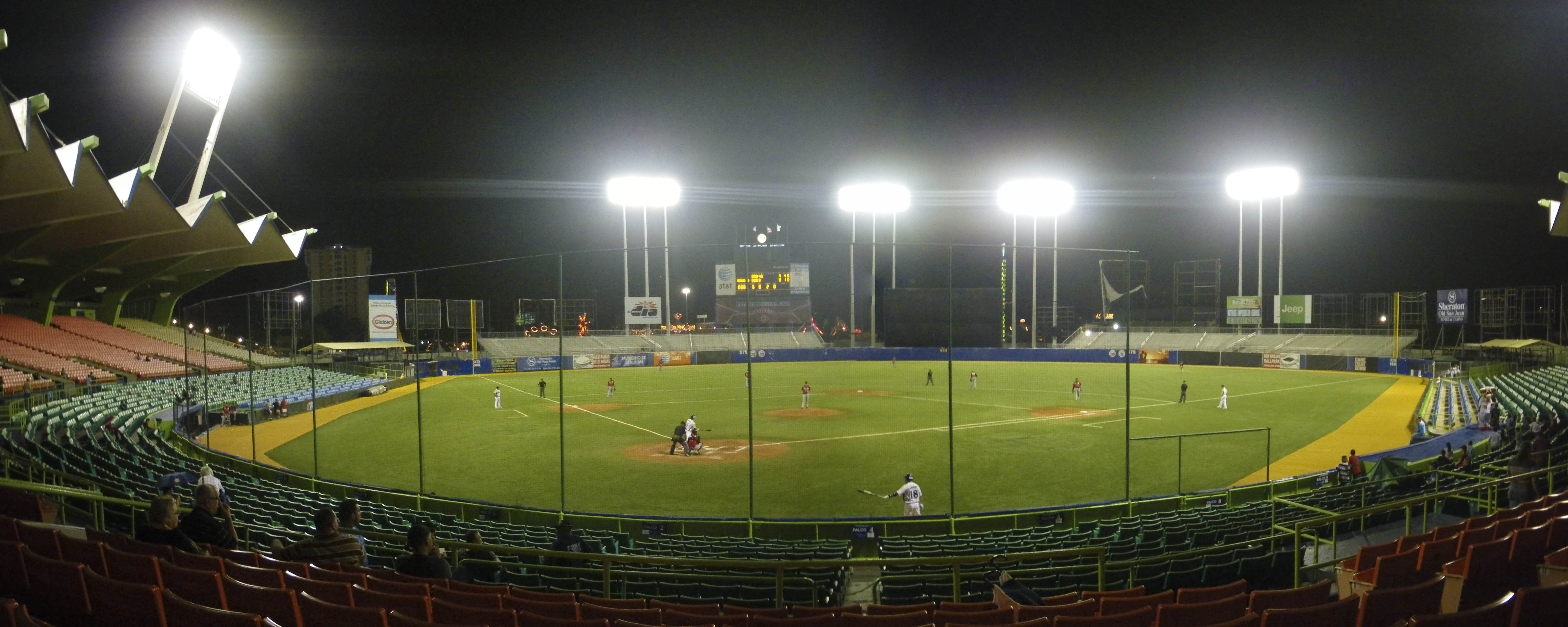
Het stadion tijdens een honkbalwedstrijd